# Cryptothelea jonesi
Cryptothelea jonesi är en fjärilsart som beskrevs av Barnes och Benjamin 1922. Cryptothelea jonesi ingår i släktet Cryptothelea och familjen säckspinnare. Inga underarter finns listade i Catalogue of Life.